# Copa Interamericana
La Copa Interamericana (Coupe interaméricaine) est une compétition de football de clubs qui opposait les vainqueurs de la Copa Libertadores (la Ligue des champions de la CONMEBOL) aux vainqueurs de la coupe des champions de la CONCACAF (Amérique du Nord, Amérique centrale et Caraïbes).
La Copa Interamericana avait une organisation approximative  et n'a jamais joui d'un grand prestige aux yeux des équipes d'Amérique du Sud. Il est arrivé que le finaliste (et non le vainqueur) de la Copa Libertadores l'ait disputé. La dernière édition a eu lieu en 1998. Cette coupe n'avait plus de raison d'être depuis que les clubs de la CONCACAF sont autorisés à prendre part aux compétitions de la CONMEBOL.

## Palmarès

### Palmarès par édition
Il est à signaler qu'il y a un décalage d'un an entre l'édition et la date réelle des confrontations. Ainsi, l'édition 1968 se déroule en 1969. Les exceptions concernent les éditions 1974 et 1998 où les éditions et la date réelle des confrontations ont lieu la même année, et les éditions 1994 et 1995 où les confrontations se déroulent deux ans après.
| No | Édition | Vainqueur                | Score                       | Finaliste              |
| -- | ------- | ------------------------ | --------------------------- | ---------------------- |
| 1  | 1968    | Estudiantes LP (1)       | 2 - 1, 1 - 2, 3 - 0         | Deportivo Toluca       |
| 2  | 1971    | Nacional Montevideo (1)  | 1 - 1, 2 - 1                | CD Cruz Azul           |
| 3  | 1972    | Independiente (1)        | 2 - 1, 2 - 0                | Club Deportivo Olimpia |
| 4  | 1974    | Independiente (2)        | 1 - 0, 0 - 1 (4 - 2 t.a.b.) | Deportivo Municipal    |
| 5  | 1975    | Independiente (3)        | 2 - 2, 0 - 0 (4 - 2 t.a.b.) | Atlético Español       |
| 6  | 1977    | Club América (1)         | 0 - 3, 1 - 0, 2 - 1         | Boca Juniors           |
| 7  | 1979    | Club Olimpia (1)         | 3 - 3, 5 - 0                | Club Deportivo FAS     |
| 8  | 1980    | UNAM Pumas (1)           | 3 - 1, 1 - 3, 2 - 1         | Nacional Montevideo    |
| 9  | 1985    | Argentinos Juniors (1)   | 1 - 0                       | Defence Force          |
| 10 | 1986    | River Plate (1)          | 0 - 0, 3 - 0                | LD Alajuelense         |
| 11 | 1988    | Nacional Montevideo (2)  | 1 - 1, 4 - 0                | Club Deportivo Olimpia |
| 12 | 1989    | Atlético Nacional (1)    | 2 - 0, 4 - 1                | UNAM Pumas             |
| 13 | 1990    | Club América (2)         | 1 - 1, 2 - 1                | Club Olimpia           |
| 14 | 1991    | Colo Colo (1)            | 4 - 1, 3 - 1                | CF Puebla              |
| 15 | 1993    | Universidad Católica (1) | 1 - 3, 5 - 1 a.p.           | Deportivo Saprissa     |
| 16 | 1994    | Vélez Sársfield (1)      | 0 - 0, 2 - 0                | CS Cartagines          |
| 17 | 1995    | Atlético Nacional (2)    | 3 - 2                       | Deportivo Saprissa     |
| 18 | 1998    | D.C. United (1)          | 0 - 1, 2 - 0                | CR Vasco da Gama       |

### Palmarès par club
| Rang | Club                      | Victoires | Finales perdues |
| ---- | ------------------------- | --------- | --------------- |
| 1    | Independiente             | 3         | 0               |
| 2    | Nacional Montevideo       | 2         | 1               |
| 3    | América                   | 2         | 0               |
| 3    | Atlético Nacional         | 2         | 0               |
| 5    | Club Olimpia              | 1         | 1               |
| 5    | UNAM Pumas                | 1         | 1               |
| 7    | Argentinos Juniors        | 1         | 0               |
| 7    | Colo-Colo                 | 1         | 0               |
| 7    | D.C. United               | 1         | 0               |
| 7    | Estudiantes LP            | 1         | 0               |
| 7    | Club Atlético River Plate | 1         | 0               |
| 7    | Universidad Católica      | 1         | 0               |
| 7    | Vélez Sarsfield           | 1         | 0               |
| 14   | Club Deportivo Olimpia    | 0         | 2               |
| 14   | Deportivo Saprissa        | 0         | 2               |
| 16   | Deportivo Toluca          | 0         | 1               |
| 16   | CD Cruz Azul              | 0         | 1               |
| 16   | Atlético Español          | 0         | 1               |
| 16   | Deportivo Municipal       | 0         | 1               |
| 16   | Boca Juniors              | 0         | 1               |
| 16   | Club Deportivo FAS        | 0         | 1               |
| 16   | Defence Force             | 0         | 1               |
| 16   | LD Alajuelense            | 0         | 1               |
| 16   | CF Puebla                 | 0         | 1               |
| 16   | CS Cartagines             | 0         | 1               |
| 16   | CR Vasco da Gama          | 0         | 1               |

### Palmarès par nation
| Rang | Pays              | Victoires | Finales perdues |
| ---- | ----------------- | --------- | --------------- |
| 1    | Argentine         | 7         | 1               |
| 2    | Mexique           | 3         | 5               |
| 3    | Uruguay           | 2         | 1               |
| 4    | Chili             | 2         | 0               |
| 4    | Colombie          | 2         | 0               |
| 6    | Paraguay          | 1         | 1               |
| 7    | États-Unis        | 1         | 0               |
| 8    | Costa Rica        | 0         | 4               |
| 9    | Honduras          | 0         | 2               |
| 10   | Brésil            | 0         | 1               |
| 10   | Salvador          | 0         | 1               |
| 10   | Guatemala         | 0         | 1               |
| 10   | Trinité-et-Tobago | 0         | 1               |

### Palmarès par confédération
| Confédération | Victoires | Finales perdues |
| ------------- | --------- | --------------- |
| CONMEBOL      | 14        | 4               |
| CONCACAF      | 4         | 14              |